# Llista de governadors de Morelos

Escut de Morelos

Aquesta és la llista dels governadors de Morelos. Segons la Constitució Política de l'Estat Lliure i Sobirà de Morelos, l'exercici del poder executiu d'aquesta entitat mexicana, es diposita en un sol individu, que es denomina Governador Constitucional de l'Estat Lliure i Sobirà de Morelos i que és elegit per a un període de 6 anys no reelegibles per cap motiu. El període governamental comença el dia 1 d'octubre de l'any de l'elecció i acaba el 30 de setembre després d'haver transcorregut sis anys.
L'estat de Morelos va ser creat en el 17 d'abril de 1869, per la qual cosa tota la seva història ha transcorregut dins del sistema federal i els titulars del Poder Executiu sempre s'han titulat Governadors de l'Estat.
Els individus que han ocupat la Governatura de l'Estat de Morelos, han estat els següents:

## Governadors de l'Estat Lliure i Sobirà de Morelos
- (1881): Carlos Pacheco Villalobos
- (1888): Jesus H. Preciado
- (1914 - 1915): Genovevo de la O
- (1919): José Aguilar y Maya
- (1919 - 1920): Benito Tajonar
- (1920): Juan María Rodríguez
- (1920): Luis Flores
- (1920 - 1923): José Parres
- (1923): José Páez López
- (1923 - 1924): Alfredo Ortega
- (1924): Amilcar Magaña
- (1924 - 1925): Ismael Velasco
- (1925): Jose Prado-Valencia de la Cuenca
- (1925 - 1926): Joaquín Rojas Hidalgo
- (1926): Álvaro Mondragón Alcázar
- (1926): Valentín de Llano
- (1926 - 1927): Alfonso María Figueroa
- (1927 - 1930): Ambrosio Puente
- (1930): Carlos Lavín (PRI)
- (1932 - 1934): Vicente Estrada Cajigal (PRI)
- (1932): José Urbán Aguirre (PRI)
- (1934 - 1938): José Refugio Bustamante (PRI)
- (1938): Alfonso Sámano Torres (PRI)
- (1938 - 1942): Elpidio Perdomo (PRI)
- (1942 - 1946): Jesús Castillo López (PRI)
- (1946 - 1952): Ernesto Escobar Muñóz (PRI)
- (1952 - 1958): Rodolfo López de Nava (PRI)
- (1958 - 1964): Norberto López Avelar (PRI)
- (1964 - 1970): Emilio Riva Palacio (PRI)
- (1970 - 1976): Felipe Rivera Crespo (PRI)
- (1976 - 1982): Armando León Bejarano (PRI)
- (1982 - 1988): Lauro Ortega Martínez (PRI)
- (1988 - 1994): Antonio Riva Palacio López (PRI)
- (1994 - 1998): Jorge Carrillo Olea (PRI)
- (1998 - 2000): Jorge Morales Barud (PRI)
- (2000): Jorge Arturo García Rubí (PRI)
- (2000 - 2006): Sergio Estrada Cajigal (PAN)
- (2006 - 2012): Marco Adame Castillo (PAN)
- (2012 - 2018): Graco Ramírez (PRD)
- (2018 - 2021) Cuauhtémoc Blanco (PES)
- (2021 - 2022) Pablo Héctor Ojeda Castillo (PES)
- (2022 - 2024) Cuauhtémoc Blanco (PES)
- Des del 2024: Samuel Sotelo Salgado (Morena)